# Baarn vasútállomás
Baarn vasútállomás vasútállomás Hollandiában, Baarn településen. Az állomást az Nederlandse Spoorwegen üzemelteti.

## Vasútvonalak
Az állomást az alábbi vasútvonalak érintik:
- Amsterdam–Zutphen-vasútvonal
- Den Dolder–Baarn-vasútvonal

## Kapcsolódó állomások
A vasútállomáshoz az alábbi állomások vannak a legközelebb:
- Hilversum vasútállomás
- Soestdijk vasútállomás
- Amersfoort vasútállomás